# Paul Doran-Jones
Paul Peter L. Doran Jones (Enfield, 2 de maio de 1985) é um jogador inglês de rugby union, atualmente jogando na Aviva Premiership para o Gloucester Rugby. Ele atua como pilar.

## Lista de prêmios
- Vencedor do Seis Nações 2011.[2]